# Postasterope barnesi
Postasterope barnesi är en kräftdjursart som först beskrevs av Baker 1978.  Postasterope barnesi ingår i släktet Postasterope och familjen Cylindroleberididae. Inga underarter finns listade i Catalogue of Life.